# Õisu (jezioro)
Õisu järv (est. Õisu järv) – jezioro w gminie Mulgi w prowincji Viljandimaa w Estonii. Położone jest na zachód od miejscowości Õisu. Ma powierzchnię 193,7 hektara, linię brzegową o długości 6986 m, długość 2250 m i szerokość 1220 m.